# Defoa
Defoa là một chi bướm đêm thuộc họ Geometridae.